# Barnard Castle (kasteel)

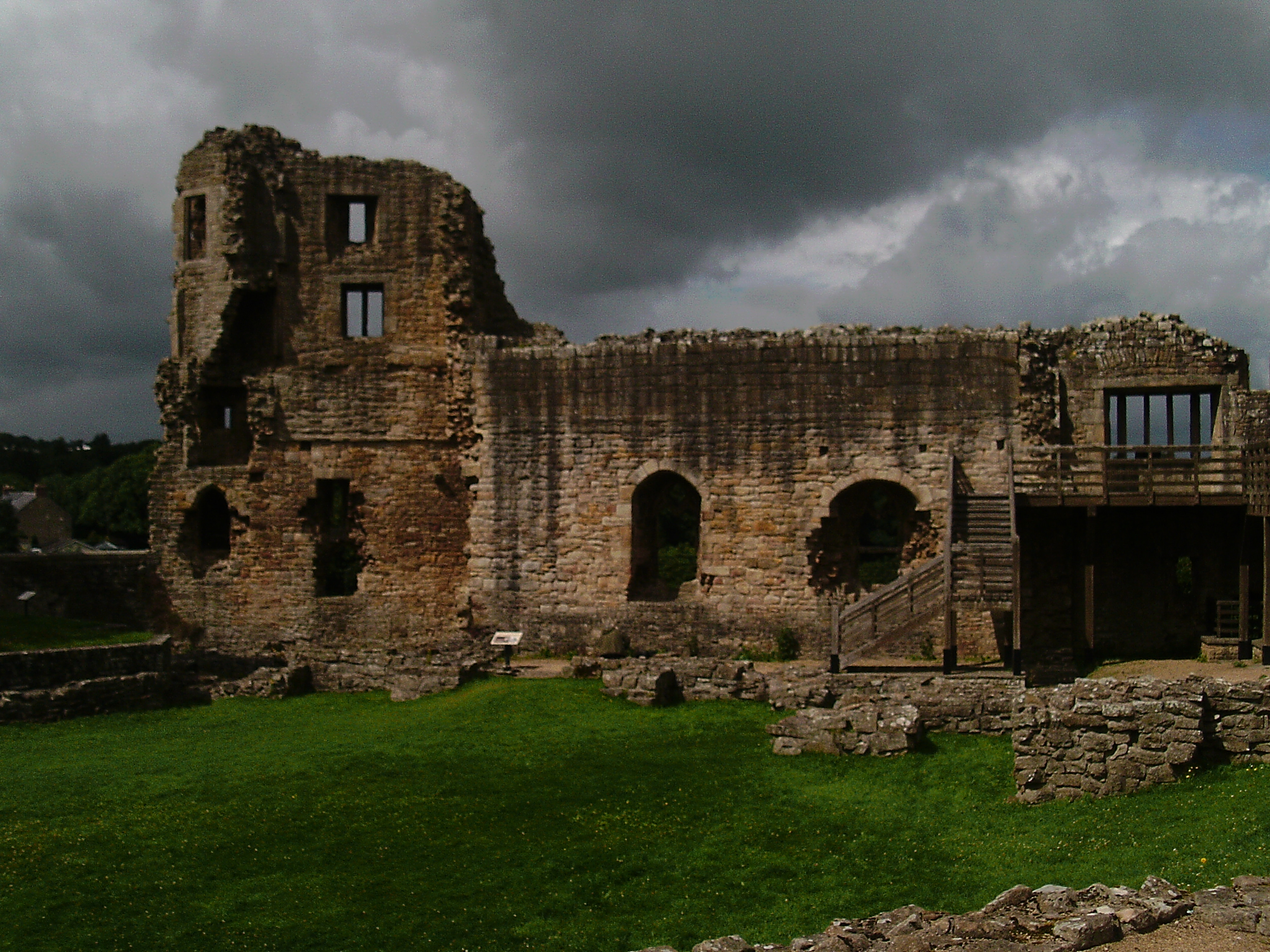
De Inner Ward van Barnard Castle

Barnard Castle is een kasteelruïne in het gelijknamige stadje Barnard Castle in het Engelse graafschap Durham. Het werd vanaf eind 11e eeuw op een heuvel aan de Tees gebouwd door het geslacht Balliol en dankt zijn naam aan Bernard I en diens zoon Bernard II de Balliol. Het kasteel speelde een rol in diverse Schots-Engelse oorlogen en werd eveneens door het bisdom Durham opgeëist, dat de oorspronkelijke eigenaar van het terrein was geweest. Begin 14e eeuw was Guy de Beauchamp kasteelheer, waarna het slot eigendom van het Huis Neville werd. Na het korte bewind van Richard III van Engeland schonk zijn vrouw Anne Neville Barnard Castle aan het Huis Tudor. In 1569 weerstond de burcht nog kortstondig een belegering tijdens de opstand van het noorden, maar raakte daarna in ijltempo in verval. Tegen het jaar 1600 was het kasteel dermate vervallen dat de nieuwe eigenaren geen heil meer in renovatiewerkzaamheden zagen. In 1952 gaf Christopher Vane, de toenmalige Lord Barnard, de ruïne in beheer bij het Office of Works, de voorloper van English Heritage.

## Beschrijving

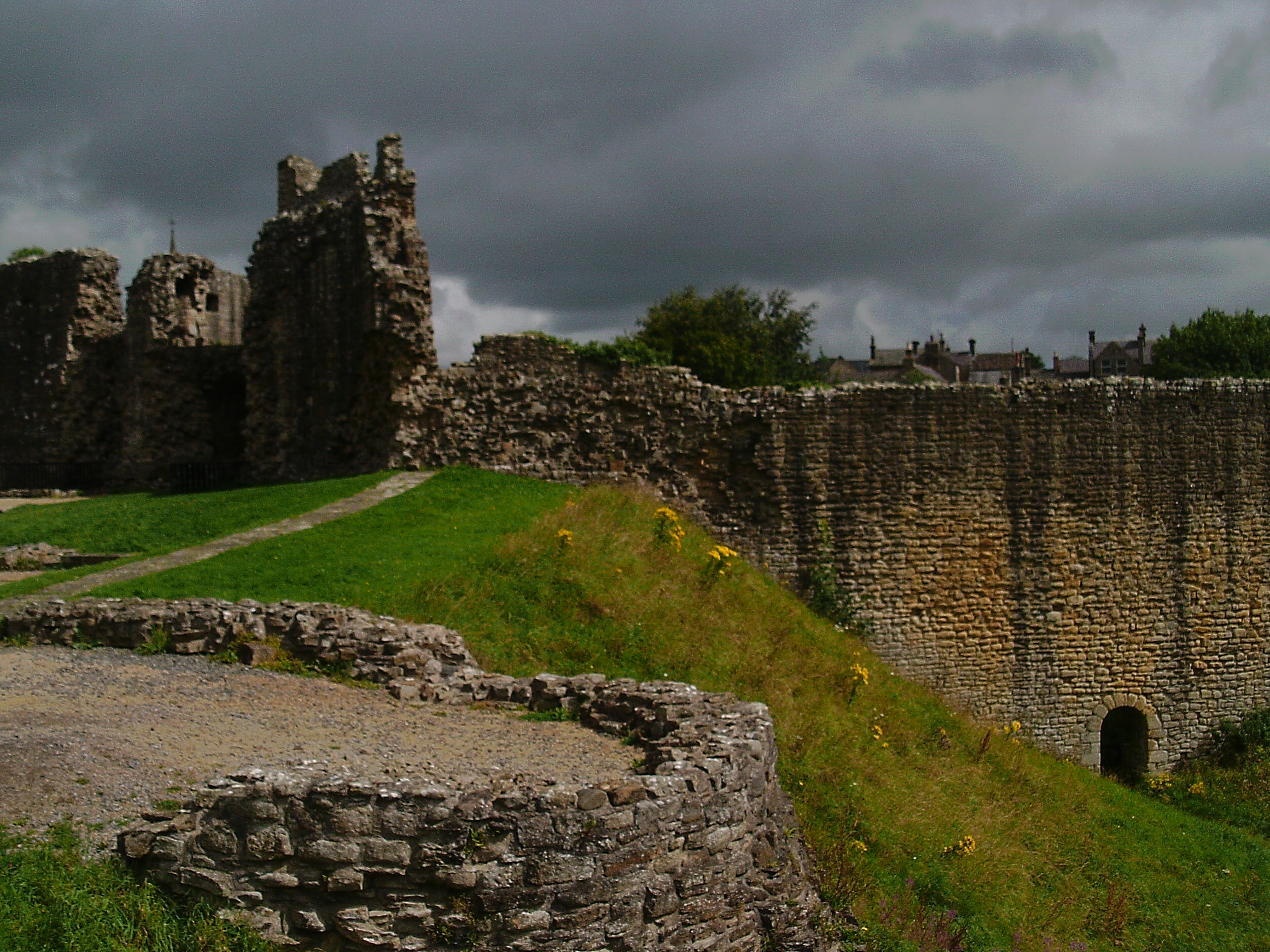
De kasteelgracht en resten van de bakkerij (links achteraan)

Het kasteeldomein kijkt uit over de Tees en bestaat uit vier terreinen (wards), waarvan de Outer Ward niet voor het publiek toegankelijk is. Hier bevonden zich de kasteelboerderij en de kapel. De oorspronkelijke ingang bevond zich aan deze zijde. De Outer Ward werd van de Middle Ward, de Town Ward en de Inner Ward gescheiden door een diepe gracht, terwijl de Inner Ward, waarin zich de persoonlijke vertrekken van de kasteelheer bevonden, op zichzelf van de Middle Ward en de Town Ward was afgeschermd door een sloot die onder water stond en met een dam was afgesloten. Om de kasteelmuren heen stonden wellicht nog meer gebouwen die extra bescherming moesten bieden.
Tijdens opgravingen tussen 1974 en 1982 kwamen fundamenten van een poorthuis aan het licht, alsook een paadje met kasseistenen dat naar een vijver in de Town Ward leidde waarin waarschijnlijk vissen zwommen die voor consumptie door de bewoners waren bestemd. In de Town Ward werd met inwoners van het dorp handel gedreven. De noordelijke muren bevatten een toren met een duiventil, benevens talloze gaten voor duiven in de wanden zelf. De Brackenbury-toren in het noordoosten bezat een toilet en twee verdiepingen en was mogelijkerwijze een residentie voor belangrijke gasten. De versterkte gordingen in de noordoostelijke hoek van het terrein zijn bewaard.
Van de gebouwen van de Inner Ward staat nog het meest overeind. Hier bevonden zich de keukens, de grote hal en vier torens. In de grote hal dineerde de kasteelheer en ontving hij gasten. De persoonlijke vertrekken van de kasteelheer bevonden zich op de bovenverdieping van het gebouw ernaast. In de latei van het raam is een everzwijn gekerfd, het embleem van Richard III. De benedenverdieping deed dienst als voorraadkamer. De Mortham-toren in de westelijke uithoek van het domein, die in de 14e eeuw werd gebouwd, was een uitbreiding van de persoonlijke vertrekken en had drie bovengrondse verdiepingen, aangevuld met extra opslagkamers onder de grond. In de toren werden schietgaten aangebracht. Ten oosten van de grote hal staat de ronde toren, die eveneens een persoonlijke verblijfplaats van de kasteeleigenaren was. Ten westen van de keuken bevond zich de Headlam-toren, naast een sortie in de buitenmuur. Deze bezat eveneens drie verdiepingen en was waarschijnlijk een wachtpost. Hij dateert grotendeels uit de veertiende eeuw. Een andere toren, ten noorden van de Headlam-toren en ten oosten van de keuken, wordt de gevangenistoren genoemd, maar er is geen bewijs dat dit zijn daadwerkelijke functie was.
Een andere sortie bevond zich in het oosten van de Town Ward. Hier was een poterne. Er zijn tevens overblijfselen van een bakkerij aangetroffen, tegenover de keukens in de Inner Ward.
De ruïne staat dagelijks tegen betaling open voor het publiek. Op het domein staat een bezoekerscentrum. Er is tevens een tuin aangeplant.

## Geschiedenis

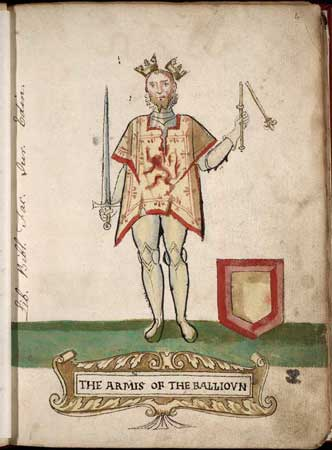
John de Balliol, kasteelheer vanaf 1278

Het domein had sedert de negende eeuw aan de bisschoppen van Durham toebehoord, maar kwam na de Normandische invasie van Engeland in handen van Guy I de Balliol, over wie weinig bekend is. Hij bouwde als verdedigingsbolwerk een houten vesting op de rots aan de rivier. Het waren echter zijn neef Bernard en diens jonge zoon Bernard II die het fort tot een massief stenen kasteel ombouwden. Onder de beide Bernards de Balliol ontstond een dorp om de burcht, dat geleidelijk tot Barnard Castle zou uitgroeien: zij verleenden een oorkonde aan de inwoners, die hun het recht verschafte markten te houden. Zoals gebruikelijk waren de dorpelingen verplicht, elk jaar enkele dagen op de landerijen van de kasteelheer te werken. Na de dood van Bernard I, mogelijk omstreeks 1155, was zijn oudste zoon Guy II enkele jaren kasteelheer, totdat hij ergens tussen 1160 en 1167 overleed. Zijn opvolger Bernard II stierf omstreeks 1199 zonder nakomelingen, waarop diens neef Eustace, heer van het Château de Hélicourt in Picardië, het kasteel overnam en zichzelf Eustace de Balliol noemde. Tegen die tijd was het kasteel echter in onderpand aan Hugh de Puiset, bisschop van Durham, gegeven. Eustace’ zoon Hugh de Balliol was in 1205 aangetreden, maar kreeg Barnard Castle pas anno 1212 in handen op bevel van Jan zonder Land.
In juli 1216 werd het kasteel voor het eerst belegerd door Alexander I van Schotland, nadat Koning Jan door opstandige baronnen zuidwaarts was verdreven. Voor zover bekend werd het fort niet ingenomen. Hughs zoon John I Balliol hield zijn schoonbroer van 1235 tot 1269 in Barnard Castle gevangen. De opstandige baronnen veroverden het kasteel na de nederlaag van Hugh Balliol anno 1264 in de Slag bij Lewes. Zijn zoon John Balliol werd in 1278 de nieuwe kasteelheer en werd in 1290 te Berwick-upon-Tweed kortstondig tot koning van Schotland uitgeroepen. Na zijn weigering om mee te werken aan de oorlog van Eduard I van Engeland tegen Frankrijk werd hij in de Tower of London gevangengezet, en de prins-bisschop van Durham, Antony Bek, maakte van de gelegenheid gebruik om Barnard Castle in te palmen. Anno 1306 eiste de kroon de burcht echter opnieuw op.

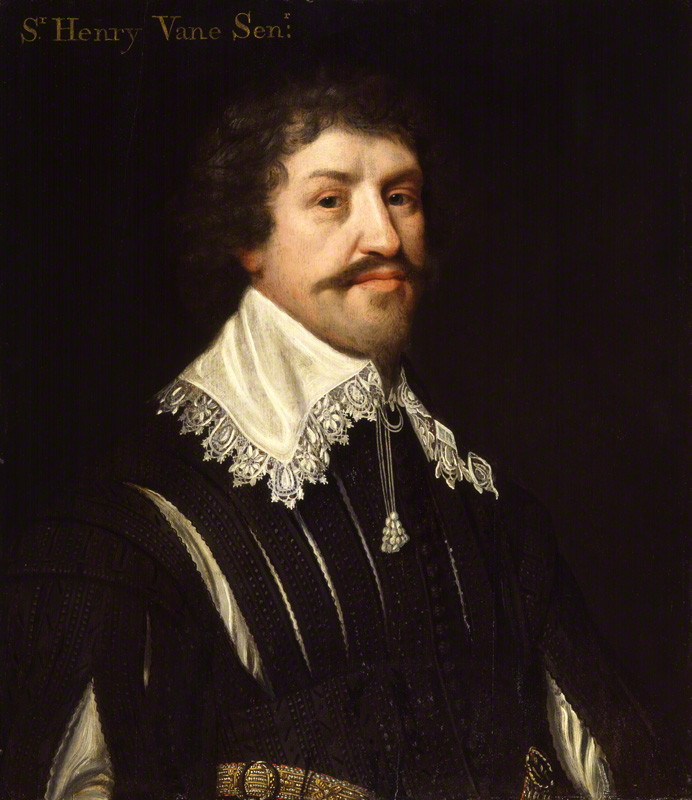
Henry Vane de Oudere, kasteelheer van 1630 af

Guy de Beauchamp erfde het kasteel van de koning in 1307. De familie Beauchamp was echter meer in haar landerijen in de Midlands geïnteresseerd. Niettegenstaande enkele renovaties aan de vesting was de 15de eeuw een periode van stagnatie voor Barnard Castle. Kasteelheer Richard Beauchamp, kleinzoon van Guy de Beauchamp, stierf in 1439, waarop zijn zuster Anne Beauchamp kasteeldame van Barnard Castle werd. Na de dood van haar invloedrijke echtgenoot Richard Neville kon ze haar aanspraken niet meer laten gelden en werd Koning Richard III de nieuwe eigenaar. In de nasleep van de Slag bij Bosworth anno 1485, waarin Richard III sneuvelde, stond Anne de burcht af aan de nieuwe koning Hendrik VII, maar eiste dat ze uiteindelijk aan haar afstammelingen zou worden teruggegeven. Deze eis is genegeerd.
Tijdens een opstoot in 1536 werd het kasteel ongeveer een jaar lang door katholieke rebellen uit Richmond veroverd. Deze onlusten sleepten voort gedurende de 16de eeuw. De laatste belegering vond plaats op 2 december 1569, toen opstandelingen Elizabeth I van Engeland wilden afzetten en de katholieke Maria I van Schotland op de troon wilden plaatsen. Militair George Bowes bevoorraadde Barnard Castle en hield er tien dagen in stand, terwijl de rebellen de gordingen doorbraken en de Town Ward van het kasteeldomein bezetten. Toen Bowes met zijn troepen het kasteel uiteindelijk verliet, had hij de opmars voldoende vertraagd om de Rising of the North te laten mislukken.
Jacobus I van Engeland schonk het kasteel anno 1603 aan zijn favoriet Robert Carr. In 1626 werd het stadsbestuur van Londen de eigenaar. De stad Londen verkocht Barnard Castle op haar beurt anno 1630 aan Henry Vane de Oudere. Deze ontmantelde het bouwwerk grotendeels en transfereerde de grondstoffen naar zijn voorkeursresidentie, het nabije Raby Castle. Dit betekende het definitieve verval van het slot: tegen het eind van de 17de eeuw was Barnard Castle tot een ruïne verworden.
De afstammelingen van Vane, die de titel Lord Barnard en later Lord Barnard of Raby droegen, zijn tot op heden eigenaar van de kasteelruïne.